# La Réponse de Webster à Hayne
La Réponse de Webster à Hayne (Webster's Reply to Hayne, ou Webster Replying to Hayne) est un tableau monumental peint à l'huile sur toile en 1851 par le portraitiste américain George P. A. Healy et accroché dans la grande salle de Faneuil Hall, à Boston.

## Histoire

### Projet (1845-1846)
Le projet remonte au milieu des années 1840, à l'époque où Healy voyageait entre la France et son pays natal pour peindre ou copier de nombreux portraits d'hommes d’État américains à la demande du roi des Français Louis-Philippe. À l'automne 1845, il était ainsi présent à Boston, sa ville natale, pour y faire poser Daniel Webster, sénateur whig du Massachusetts et personnalité politique la plus respectée de Nouvelle-Angleterre. Outre Louis-Philippe, d'autres clients souhaitaient avoir un portrait du célèbre orateur. C'était le cas du baron Ashburton ainsi que d'un club whig de New York, qui manda à cette fin une délégation auprès du peintre le 12 novembre.
Portraitiste reconnu, Healy conçut l'idée de s'élever dans la hiérarchie des genres picturaux en livrant une grande peinture d'histoire américaine. L'entreprise pouvait être très profitable, non seulement par la vente de la toile à une grande institution, mais également par les droits d'entrée collectés lors de son exposition itinérante et par la commercialisation à grande échelle de gravures dérivées.
Influencé par le succès de ses portraits de Webster, son choix se porta sur un événement politique survenu à Washington le 26 janvier 1830 et dont le sénateur whig avait été l'acteur principal. Lors d'un débat au Sénat l'ayant opposé à un parlementaire démocrate du Sud, Robert Young Hayne, Webster avait prononcé un discours considéré par la suite comme un monument d'éloquence. Réfutant les théories sectionalistes de nullification défendues par Hayne au sujet des droits des États (la liberté prime l'union), Webster avait alors affirmé la prééminence d'un gouvernement fédéral de l'Union « fait pour le peuple, par le peuple, et responsable devant le peuple », avant de terminer son discours par la formule : « Liberté et Union, maintenant et à jamais, unes et indivisibles ».
Encouragé dès 1846 par des Whigs bostoniens, qui avaient assuré que la toile serait achetée pour prendre place à Faneuil Hall, Healy avait non seulement choisi ce sujet pour son intérêt historique et son caractère patriotique, mais également pour les débouchés commerciaux qu'il pourrait lui ouvrir auprès des riches et puissants amis, alliés politiques ou admirateurs de Webster. Cette considération deviendra d'autant plus importante après la Révolution française de 1848, qui privera Healy de la manne financière des commandes royales.

### Réalisation (1846-1851)
Commencés à l'automne 1846, à l'occasion d'un nouveau voyage en Amérique, les travaux furent en effet poursuivis avec plus d'intensité après la chute de Louis-Philippe. Une esquisse préparatoire de petit format (conservée à la Massachusetts Historical Society), montrant la composition quasi-définitive mais avec encore peu de personnages identifiable, fut probablement peinte dès 1848. Au début de l'année suivante, Healy réalisa une première version d'environ 120 cm de large. De retour à Paris à la fin de l'été 1849, il entreprit la réalisation de l'immense toile dans un vaste atelier du no 68 de la rue de l'Arcade. À la mi-novembre 1850, les grandes lignes en étaient déjà tracées. À la mi-février 1851, Healy écrivit à son ami Hiram Powers que le personnage central, Webster, était achevé et qu'il s'attaquait désormais aux personnages du balcon. Un mois plus tard, il écrivit à Franklin Haven, un Bostonien proche de Webster, pour lui indiquer que l'oeuvre serait prête pour être exposée à Boston en septembre, et pour lui demander de commander un cadre sur place.
En avril 1851, l'artiste écrivit à Webster pour l'informer que l’œuvre serait terminée à temps pour être dévoilée à Boston au 1er septembre suivant. Elle fut effectivement achevée en juillet 1851. Selon Healy, il lui avait fallu en tout sept années pour accomplir son « grand tableau ».
Si 111 des 130 portraits auraient été peints d'après nature, en se basant souvent sur un portrait déjà réalisé par Healy, l'artiste a également utilisé des daguerréotypes à titre de documentation préparatoire. Il demanda ainsi au sculpteur Hiram Powers plusieurs photographies de ses bustes, et notamment une vue de profil de celui de John C. Calhoun (président du Sénat en 1830).

### Exposition itinérante et installation à Faneuil Hall (1851-1852)
Sitôt achevée, la toile traversa l'Atlantique et arriva à Boston au mois d'août. Elle fut dévoilée le mois suivant dans les nouveaux locaux de Boston Athenæum, sur Beacon Street. C'est là qu'elle fut admirée, fin septembre, par le modèle de son personnage central, Daniel Webster. Elle a également été vue par un Français de passage, Jean-Jacques Ampère, qui a signalé le caractère opportun de cette exposition, au moment où le parti whig, affaibli par ses divisions face au compromis de 1850, tentait de surmonter ses récentes défaites électorales face aux démocrates : « Le moment est bien choisi pour exposer le tableau d'Healy; aux États-Unis, la politique a le pas sur tout le reste, et l'intérêt pour les arts a grand besoin d'être aidé par elle. Ce tableau est un portrait. Tout est sacrifié à la figure principale; les traits caractérisés, la tête puissante, l'attitude dominatrice de l'orateur, sont rendus avec énergie et avec un peu d'affectation, ce qui n'est peut-être pas un défaut de ressemblance. J'ai éprouvé un vif sentiment de plaisir en reconnaissant, parmi les auditeurs représentés dans le tableau, un Français que le peintre a eu la pensée d'associer aux notabilités américaines, tant sa célébrité est inséparable de l'Amérique : c'est nommer M. de Tocqueville ».
La peinture fut ensuite transportée à New York, où elle fut exposée à l'Académie américaine des beaux-arts à partir du 1er octobre. La critique fut mitigée, appréciant le portrait de Webster tout en jugeant que l’ensemble manquait de grandeur artistique. Comme à Boston, il fut reproché au peintre d'avoir diminué la valeur historique de son oeuvre en y icluant des personnages qui n'avaient pas assisté à l'événement.
Cette tournée, poursuivie à Philadelphie puis à Washington jusqu'au printemps 1852, ne fut pas un succès financier, car les recettes totales des droits d'entrée, fixés à 25 cents par visiteur, s'avérèrent finalement inférieures aux dépenses de location de salles et de publicité, causant ainsi un déficit d'environ 1000 dollars. Pendant ce temps, la souscription ouverte à Boston piétinait, plafonnant péniblement à 2000 dollars en août 1852. Il est possible que les redoutables hommes d'affaires de Boston aient bien compris que leur cité était en position de force pour acquérir à prix bradé un tableau qui aurait été invendable ailleurs.
La toile revint enfin à Boston, où elle fut exposée gratuitement à Faneuil Hall dès le mois de juin 1852. Deux mois après la mort de Webster, survenue le 24 octobre 1852, la ville de Boston décida d'acheter l’œuvre en offrant autant d'argent que les sommes déjà versées par les souscripteurs privés. Healy obtient ainsi 5000 dollars dollars, soit la moitié de la somme qu'il espérait initialement, ses frais s'élevant selon lui à environ 6000 dollars pour la réalisation du tableau, auxquels s'ajoutaient les mille dollars de déficit de l'exposition. Il avait par conséquent perdu 2000 dollars dans l'opération et, par faute de souscriptions suffisantes pour rentabiliser l'impression d'une gravure, il dut renoncer à ce dernier projet.

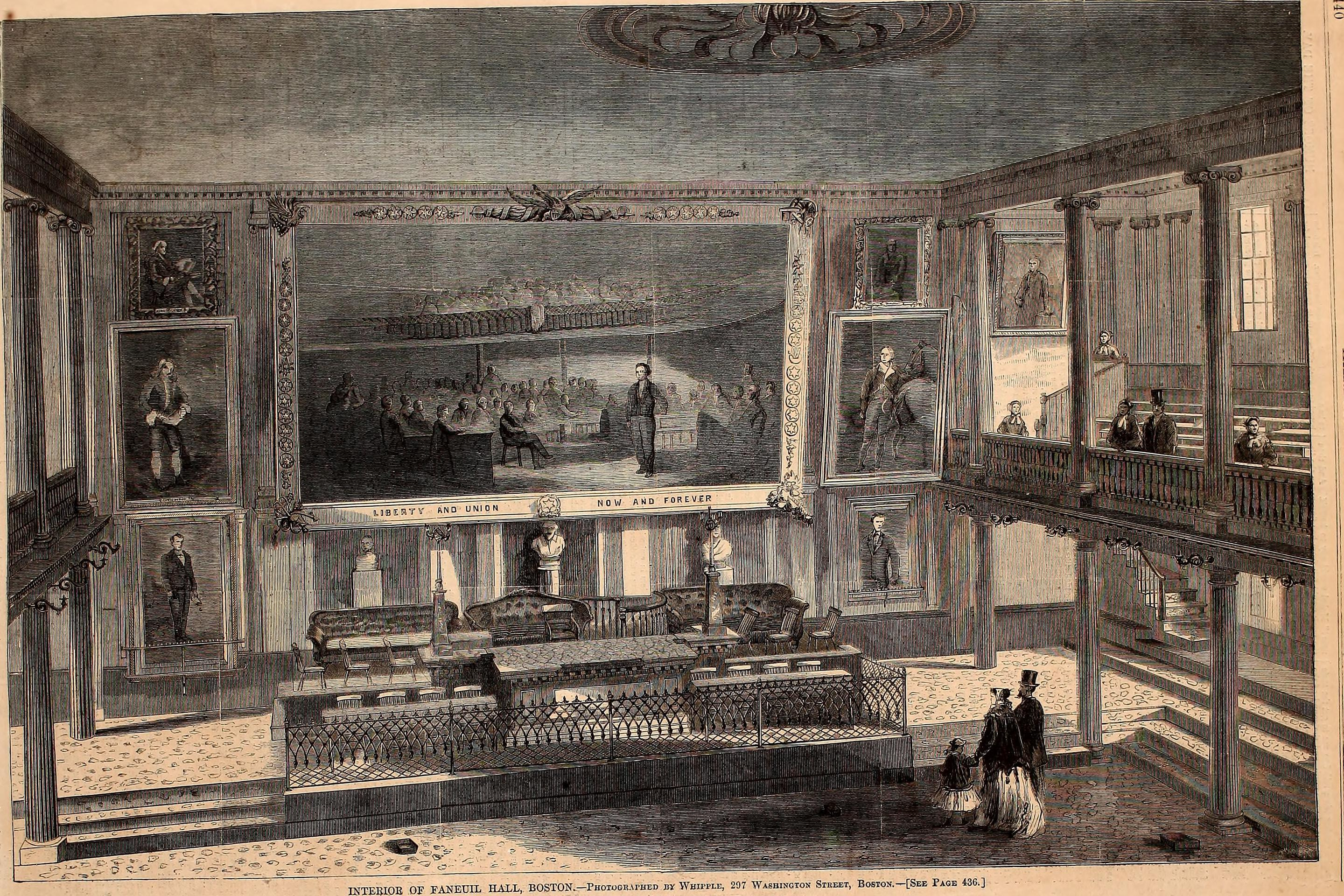
La toile accrochée au-dessus de la tribune de Faneuil Hall (gravure parue dans le Harper's Weekly du 13 juin 1867).

Dans ses Souvenirs d'un portraitiste, Healy a écrit : « Je savais combien serait onéreux pour moi un travail comme celui que j'avais entrepris. Je n'ai jamais regretté pourtant de l'avoir commencé et mené à bien. C'est pour moi un très grand honneur d'avoir ainsi fréquenté des hommes dont la nation est, à bon droit, très fière, et, quelle que soit la part de critique qui revienne au peintre, ce peintre, du moins, a fait une œuvre de bonne foi. Il n'y a pas, sur cette vaste toile, une seule tête qui ne soit un portrait fidèle ».
Healy limita ses pertes financières avant de rentrer en France en mai 1853, car l'engouement suscité par la mort récente de Webster fut à l'origine de plusieurs commandes de portraits de l'homme d’État dérivés de celui de La Réponse. Ils étaient vendus entre 200 et 300 dollars pièce.

### Postérité et conservation

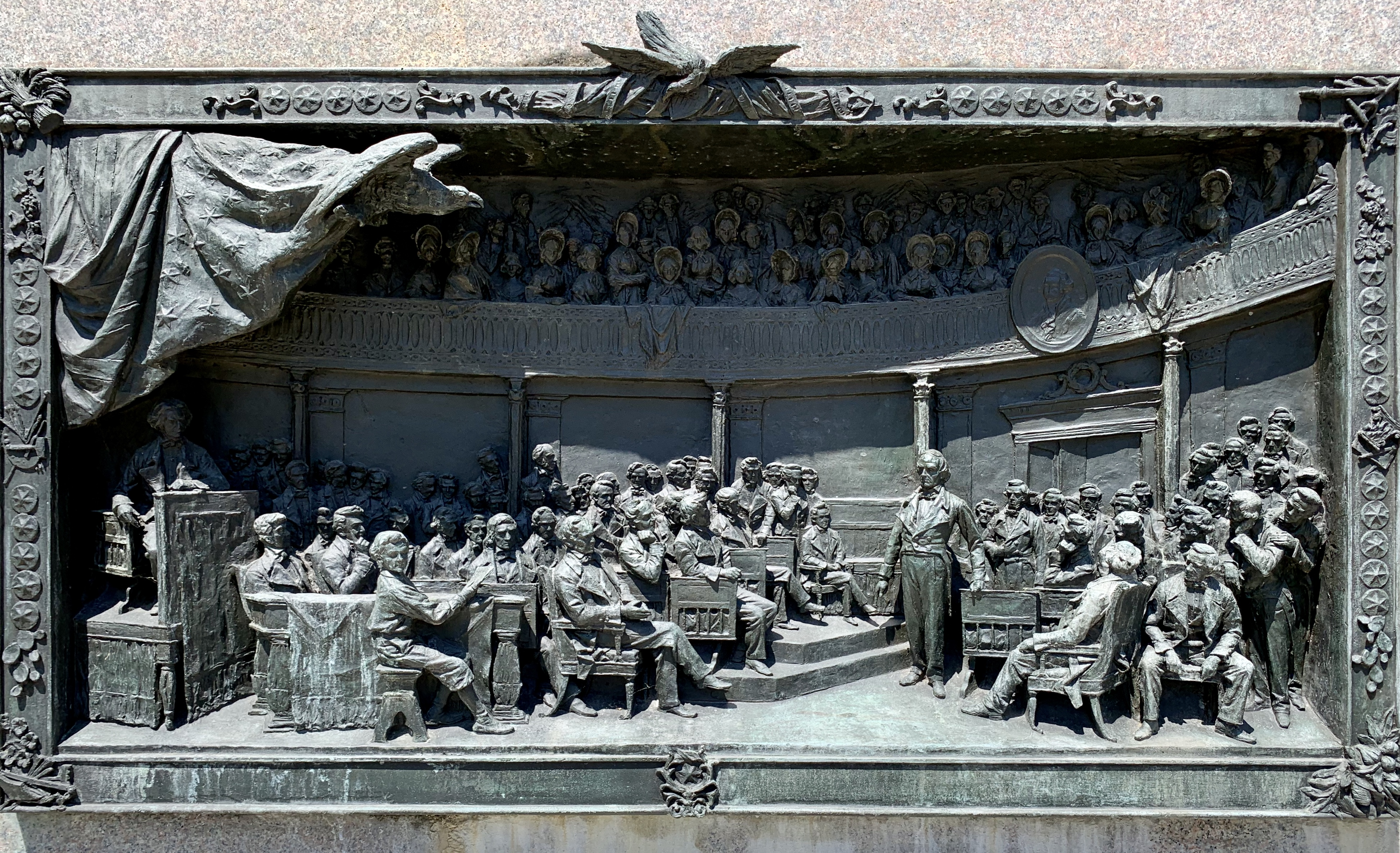
Bas-relief du monument élevé à la mémoire de Daniel Webster à Washington, par Gaetano Trentanove (1898).

En 1898, le sculpteur Gaetano Trentanove s'inspire du tableau de Healy pour l'un des bas-reliefs du monument de Webster à Washington.
En 1911, l'encadreur F. W. Bailey remplace le cadre original, dont les montants avaient près de 46 cm de large, par un cadre plus fin destiné à mieux mettre en valeur l'architecture de la salle. À cette occasion, la question d'un rognage de la toile est posée. Or, cette réduction aurait impliqué la disparition de plusieurs personnages proches des bords, dont Henry Wadsworth Longfellow, ce suscite l'opposition d'un neveu du poète et entraîne l'abandon du projet de rognage. Parmi les partisans de l'intégrité de la toile, le peintre Darius Cobb avait pris la défense du « chef d’œuvre d'Healy », en en soulignant la qualité artistique et en particulier le traitement de la lumière, digne selon lui des « grands maîtres » de la peinture tels que Rembrandt.
Au début des années 1920, Edith Hill, née Healy (1848-1936), fait poser une plaque commémorative, réalisée par F. W. Bailey, afin de rendre hommage à son père : Painted by G.P.A Healy. Born in Boston, July 15, 1813. Died in Chicago, Illinois, June 24, 1894.
En 1924, la volonté de dégager la vue sur l'architecture intérieure de Faneuil Hall se manifeste à nouveau, quand l'architecte Ralph Adams Cram suggère au maire de Boston, James Michael Curley, qu'il serait pertinent de décrocher définitivement cet « énorme » tableau, « hors de proportion avec la salle, et cachant un excellent exemple de design architectural ». Opposé à cette idée, Curley consent néanmoins à la soumettre à la Commission des arts. Finalement, l’œuvre conserve son emplacement.
En 2023, des signes d'usure préoccupants apparaissent dans la partie supérieure du tableau, nécessitant la pose de papier japon avant d'engager des travaux de restauration.

## Identification des personnages
Plus de 115 personnages sur 130 sont identifiables sur le tableau,.

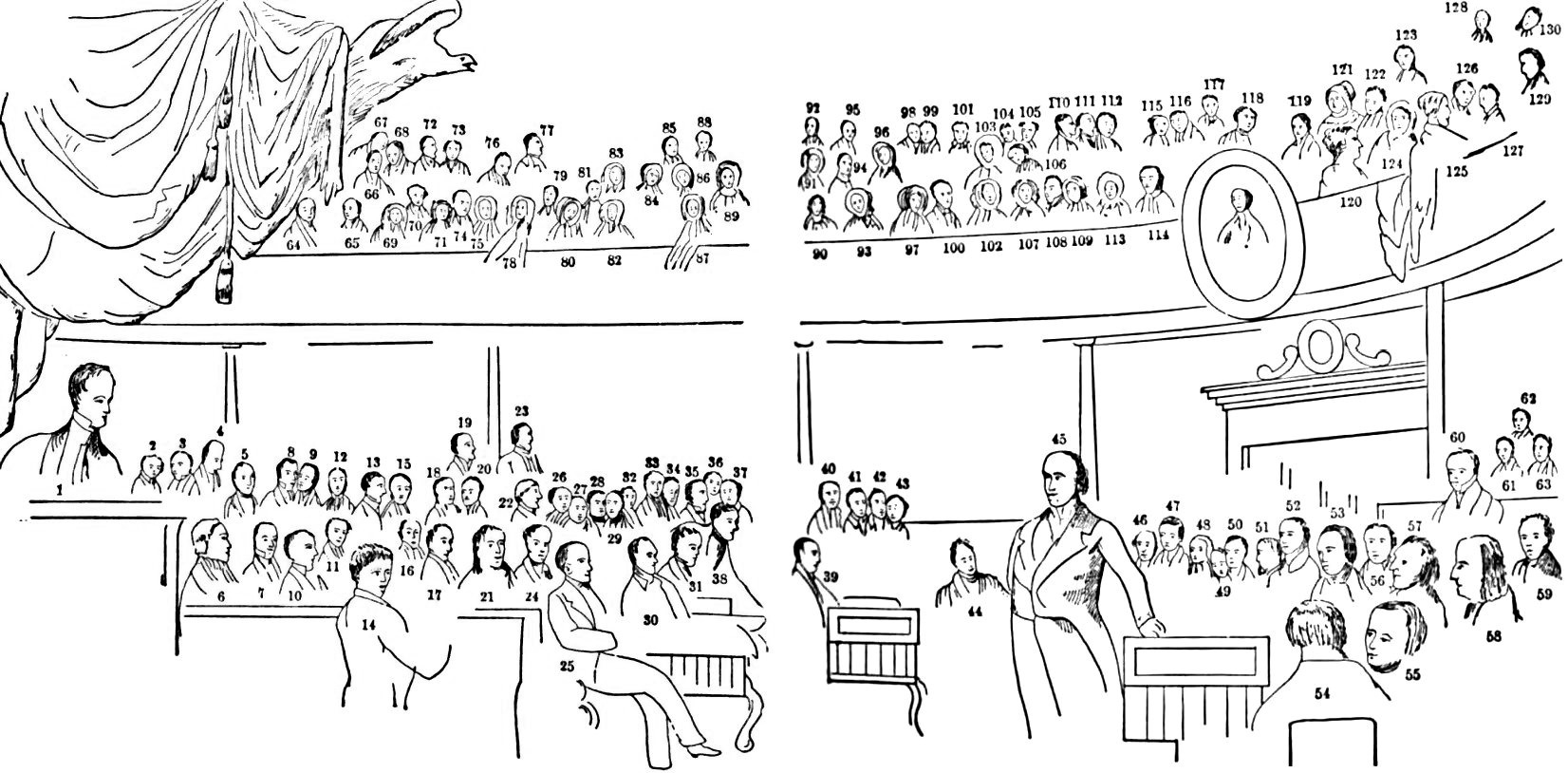
Croquis par (1898) identifiant plus d'une centaine de personnages.

| No  | Swift                              | Voss                      | Lien                                | Remarque | État            |
| --- | ---------------------------------- | ------------------------- | ----------------------------------- | --- | --------------- |
| 1   | J. C. Calhoun, President of Senate | John C. Calhoun           | John Caldwell Calhoun               | Président du Sénat en 1830. | Caroline du Sud |
| 2   | Dr. Philip Lindsley                | Dr. Harvey Lindsley       | Harvey Lindsley (d)                 | Médecin washingtonien. Proche de Webster, qu'il hébergeait lors de la session parlementaire. | Washington (DC) |
| 3   | R. M. Johnson (H)                  | Richard M. Johnson        | Richard Mentor Johnson              | Représentant du Kentucky en 1830. | Kentucky        |
| 4   | J. C. Brent                        | J. C. Brent               | John Carroll Brent (d)              | Avocat washingtonien, francophile. Présence anachronique : n'avait que 15 ans en 1830. | Washington (DC) |
| 5   | Col. Washington                    | Col. George C. Washington | George Corbin Washington (en)       | Petit-neveu de George Washington. Représentant du Maryland en 1830. | Maryland        |
| 6   | Judge G. M. Bibb (S)               | George M. Bibb            | George M. Bibb                      | Sénateur du Kentucky en 1830. | Kentucky        |
| 7   | N. R. Knight (S)                   | Nehemiah Knight           | Nehemiah R. Knight (en)             | Sénateur du Rhode Island en 1830. | Rhode Island    |
| 8   | Rev. (Isaac ?) Anderson            | Rev. Mr. Anderson         | Isaac. L. Anderson (en) ?           | Pasteur. |                 |
| 9   | R. Cox                             | Richard Coxe              | Richard S. Coxe (d) ?               | Avocat washingtonien. | Washington (DC) |
| 10  | W. R. King (S)                     | William R. King           | William Rufus DeVane King           | Sénateur de l'Alabama en 1830. | Alabama         |
| 11  | S. A. Foote (S)                    | Samuel Foote              | Samuel A. Foot (en)                 | Sénateur du Connecticut en 1830. Rapporteur d'une proposition de loi qui provoqua le débat Hayne-Webster. | Connecticut     |
| 12  | Judge J. McP. Berrien              | John M. Berrien           | John M. Berrien                     | Procureur général en 1830. | Géorgie         |
| 13  | Mr. Silsbee (?)                    | Mr. Silsbee               |                                     | Probablement un membre de la famille de Nathaniel Silsbee (no 58). Peut-être son fils, Nathaniel Silsbee Jr. (en) ? | Massachusetts   |
| 14  | The Page of the Senate             | Senate page               | Page du Sénat des États-Unis (en)   | Le modèle de ce personnage est le fils de Robert P. Anderson (27). Présence anachronique : n'était pas encore né en 1830. | Washington (DC) |
| 15  | Mr. Beal                           | Mr. Beal                  |                                     | Thomas Prince Beal (1786-1852), avocat au barreau du comté de Plymouth (Massachusetts) ? | Massachusetts   |
| 16  | T. Frelinghuysen (S)               | Theodore Frelinghuysen    | Theodore Frelinghuysen              | Sénateur du New Jersey en 1830. | New Jersey      |
| 17  | John Tyler (S)                     | John Tyler                | John Tyler                          | Sénateur de la Virginie en 1830. | Virginie        |
| 18  | Tristam Burges (H)                 | Tristam Burgess           | Tristam Burges (en)                 | Représentant du Rhode Island en 1830. | Rhode Island    |
| 19  | Ogle Tayloe                        | Benjamin O. Tayloe        | Benjamin Ogle Tayloe (en)           | Ancien diplomate. Membre influent du Parti whig. | Washington (DC) |
| 20  | John Bell (H)                      | J. Bell                   | John Bell                           | Représentant du Tennessee. | Tennessee       |
| 21  | L. W. Tazewell (S)                 | Littleton W. Tazewell     | Littleton Waller Tazewell (en)      | Sénateur de la Virginie en 1830. | Virginie        |
| 22  | E. P. Corbin                       | Francis P. Corbin         | Francis Porteus Corbin (d)          | Propriétaire virginien expatrié à Paris. | Virginie        |
| 23  | Major Samuel (?) Smith (S ?)       | Major Smith               | Samuel Smith                        | Sénateur du Maryland en 1830. | Maryland        |
| 24  | R. Y. Hayne (S)                    | Robert Hayne              | Robert Young Hayne                  | Sénateur de la Caroline du Sud en 1830. Peint d'après une miniature de Charles Fraser (en) prêtée par la veuve du sénateur. | Caroline du Sud |
| 25  | Judge Jacob Burnet (S)             | Jacob Burnet              | Jacob Burnet (en)                   | Sénateur de l'Ohio en 1830. | Ohio            |
| 26  | B. W. Crowninshield (H)            | Benjamin W. Crowninshield | Benjamin Williams Crowninshield     | Représentant du Massachusetts en 1830. | Massachusetts   |
| 27  | Mr. Anderson                       | Robert P. Anderson        |                                     | Messager du Sénat. A aidé Healy a rassembler la documentation nécessaire à la reconstitution. | Washington (DC) |
| 28  | Joseph Gales                       | Joseph Gales              | Joseph Gales (en)                   | Maire de Washington en 1830 et rédacteur du National Intelligencer, qui rapportait les débats parlementaires. | Washington (DC) |
| 29  | S. F. Vinton (H)                   | Samuel Vinton             | Samuel Finley Vinton (en)           | Représentant de l'Ohio en 1830. | Ohio            |
| 30  | Peleg Sprague (S)                  | Peleg Sprague             | Peleg Sprague (en)                  | Sénateur du Maine en 1830. | Maine           |
| 31  | Walter Lowrie, Sec. of Senate      | Walter Lowrie             | Walter Lowrie (en)                  | Secrétaire du Sénat en 1830. | Pennsylvanie    |
| 32  |                                    | unidentified              |                                     | Non identifié. |                 |
| 33  | Judge John McLean                  | John McLean               | John McLean                         | Juge assesseur de la Cour suprême en 1830. | Ohio            |
| 34  | J. K. Polk (H)                     | James K. Polk             | James K. Polk                       | Représentant du Tennessee en 1830. Etait Président des États-Unis quand Healy a commencé son tableau. | Tennessee       |
| 35  | Lewis Cass                         | Lewis Cass                | Lewis Cass                          | Gouverneur du Michigan en 1830. Mécène de Healy en tant qu'ambassadeur à Paris (1836-1842). | Michigan        |
| 36  |                                    | unidentified              |                                     | Non identifié. |                 |
| 37  | George (?) Evans (H)               | George Evans              | George Evans (en)                   | Représentant du Maine en 1830. | Maine           |
| 36  |                                    | unidentified              |                                     | Non identifié. |                 |
| 39  | Levi Woodbury (S)                  | Levi Woodbury             | Levi Woodbury                       | Sénateur du New Hampshire en 1830. | New Hampshire   |
| 40  | Edward Everett (H)                 | Edward Everett            | Edward Everett                      | Représentant du Massachusetts en 1830. | Massachusetts   |
| 41  | J. M. Wayne (H)                    | Judge Wayne               | James Moore Wayne (en)              | Représentant de la Géorgie en 1830. | Géorgie         |
| 42  | John Reed (H)                      | John Reed                 | John Reed, Jr. (en)                 | Représentant du Massachusetts en 1830. | Massachusetts   |
| 43  |                                    | unidentified              |                                     | Non identifié. |                 |
| 44  | J. M. Clayton (S)                  | John M. Clayton           | John Middleton Clayton              | Sénateur du Delaware en 1830. | Delaware        |
| 45  | Daniel Webster (S)                 | Daniel Webster            | Daniel Webster                      | Sénateur du Massachusetts en 1830. | Massachusetts   |
| 46  | Mr. Woodbury (?)                   | Mr. Woodbury              |                                     | Parent du no 39 ? | New Hampshire   |
| 47  | John Davis (H)                     | John Davis                | John Davis                          | Représentant du Massachusetts en 1830. | Massachusetts   |
| 48  |                                    | unidentified              |                                     | Non identifié. |                 |
| 49  |                                    | unidentified              |                                     | Non identifié. |                 |
| 50  | W. W. Seaton                       | William Seaton            | William Winston Seaton (en)         | Beau-frère et collaborateur de Joseph Gales (no 28). Alderman de Washington en 1830. | Washington (DC) |
| 51  |                                    | unidentified              |                                     | Non identifié. |                 |
| 52  | Chester Harding                    | Chester Harding           | Chester Harding                     | Portraitiste bostonien. A raconté dans ses mémoires qu'il a effectivement assisté à l'événement. | Massachusetts   |
| 53  | Arnold Naudain (S)                 | Arnold Naudain            | Arnold Naudain (en)                 | Sénateur du Delaware en 1830. | Delaware        |
| 54  |                                    | unidentified              |                                     | Non identifié. |                 |
| 55  |                                    | unidentified              |                                     | Non identifié. |                 |
| 56  | Samuel Bell (S)                    | Samuel Bell               | Samuel Bell (en)                    | Sénateur du New Hampshire en 1830. | New Hampshire   |
| 57  | T. H. Benton (S)                   | Thomas H. Benton          | Thomas Hart Benton                  | Sénateur du Missouri en 1830. | Missouri        |
| 58  | Nathaniel Silsbee (S)              | Nathaniel Silsbee         | Nathaniel Silsbee (en)              | Sénateur du Massachusetts en 1830. | Massachusetts   |
| 59  | E. F. Chambers (S)                 | Ezekiel F. Chambers       | Ezekiel F. Chambers (en)            | Sénateur du Maryland en 1830. | Maryland        |
| 60  | Judge Joseph Story                 | Joseph Story              | Joseph Story                        | Juge assesseur de la Cour suprême en 1830. | Massachusetts   |
| 61  | N. Greene (?)                      | Nathaniel Greene          | Nathaniel Greene (en)               | Journaliste, directeur du Boston Statesman en 1830. Présent à Paris à partir de 1849. | Massachusetts   |
| 62  | Comte de Menou                     | Comte Menon               | Jules de Menou (d)                  | Diplomate français. Secrétaire de l'ambassade de France jusqu'en 1830. |                 |
| 63  | Dixon H. Lewis (H)                 | Dixon H. Lewis            | Dixon Hall Lewis (en)               | Représentant de l'Alabama en 1830. | Alabama         |
| 64  | H. G. Otis                         | Harisson G. Otis          | Harrison Gray Otis (en)             | Maire de Boston en 1830. | Massachusetts   |
| 65  | Nathan Appleton                    | Nathan Appleton           | Nathan Appleton                     | Négociant bostonien, frère de Samuel Appleton (no 108). Membre du comité chargé de la souscription pour l'achat du tableau. | Massachusetts   |
| 66  | George Ticknor                     | George Ticknor            | George Ticknor                      | Professeur à Harvard, bostonien. | Massachusetts   |
| 67  |                                    | unidentified              |                                     | Non identifié. |                 |
| 68  |                                    | unidentified              |                                     | Non identifié. |                 |
| 69  | Mrs. E. Henderson Otis             | Mrs. Eliz. Henderson Otis | Eliza Henderson Boardman Otis (en). | Philanthrope bostonienne, belle-fille de Harrison G. Otis (no 64). | Massachusetts   |
| 70  | Alexander Barrow                   | Alexander Barrow          | Alexander Barrow (en).              | Homme politique en Louisiane. | Louisiane       |
| 71  | J. W. T. (?)                       | J. W. T.                  | John Wingate Thornton (en) ?        | Avocat et historien bostonien. Présence anachronique : n'avait que onze ans en 1830. | Massachusetts   |
| 72  | W. H. Prescott                     | William H. Prescott       | William H. Prescott                 | Historien bostonien. | Massachusetts   |
| 73  | Dr. Hunt                           | Dr. Hunt                  |                                     | Peut-être William Hunt, médecin et dessinateur bostonien actif au début des années 1830 - à ne pas confondre avec un docteur de la génération suivante, William Hunt (d) - ou un autre docteur en médecine, David Hunt (1773-1837), qui officiait à Northampton (Massachusetts). Hypothèse anachronique : Jonathan Hunt (1826-1874), médecin à Paris, frère du peintre William Morris Hunt (no 116). | Massachusetts   |
| 74  | Judge William Cranch               | William Cranch            | William Cranch (en)                 | Juge, président de la Cour de circuit du district de Columbia en 1830. | Washington (DC) |
| 75  | Mrs. Paige                         | Mrs. James W. Paige       |                                     | Harriette Story White (1809-1863), épouse de James William Paige (no 77). | Massachusetts   |
| 76  | Mr. Leroy                          | Mr. Leroy                 |                                     | Probablement un frère ou un autre parent de Caroline Webster, née LeRoy (no 84). | Massachusetts   |
| 77  | J. W. Paige                        | James W. Paige            |                                     | Demi-frère de la première épouse de Webster, Grace Fletcher (en). | Massachusetts   |
| 78  | Mrs. Leroy                         | Mrs. Leroy                |                                     | Épouse de M. LeRoy (no 76). | Massachusetts   |
| 79  | Mr. Sparks                         | Jared Sparks              | Jared Sparks                        | Historien, rédacteur de la North American Review à Boston en 1830. Membre du comité chargé de la souscription pour l'achat du tableau. | Massachusetts   |
| 80  | Mrs. Sparks                        | Mrs. Jared Sparks         | Mary Crowninshield Sparks (d)       | Présence anachronique s'il s'agit bien de la fille de Nathaniel Silsbee (no 58), car celle-ci n'a épousé Jared Sparks (no 79) qu'en 1839. En 1830, Sparks était marié avec Frances Ann, née Allen (morte en 1835). | Massachusetts   |
| 81  |                                    | unidentified              |                                     | Non identifié. |                 |
| 82  | Mrs. J. K. Polk                    | Mrs. James K. Polk        | Sarah Polk                          | Épouse de James K. Polk (no 34). Etait la Première dame quand Healy a commencé son tableau. | Tennessee       |
| 83  | Mrs. Ticknor                       | Mrs. George Ticknor       | Anna Ticknor (d)                    | Née Anna Eliot. Épouse de George Ticknor (no 66). | Massachusetts   |
| 84  | Mrs. Webster                       | Mrs. Daniel Webster       | Caroline LeRoy (en)                 | Seconde épouse de Webster. | Massachusetts   |
| 85  | Lorenzo Draper                     | Lorenzo Draper            | Lorenzo Draper (d)                  | Marchand bostonien, consul à Paris (1841-1844) puis au Havre (1849-1853). | Massachusetts   |
| 86  | Mrs. George Marsh                  | Mrs. George P. Marsh      | Caroline Marsh (d)                  | Présence anachronique s'il s'agit bien de Caroline Crane, âgée de 13 ans en 1830, et qui n'a épousé George Perkins Marsh (no 105) qu'en 1839. La première épouse de celui-ci, Harriet, née Buell, est morte en 1833. | Vermont         |
| 87  | Mrs. Gales                         | Mrs. Joseph Gales         |                                     | Sarah Juliana Maria Gales, née Lee (1798-1879), épouse de Joseph Gales (no 28). | Washington (DC) |
| 88  | John Eliot Thayer                  | John Eliot Thayer         |                                     | John Eliot Thayer (1803-1857), notable bostonien. | Massachusetts   |
| 89  | Mrs. Hunt                          | Mrs. Hunt                 |                                     | Épouse ou autre parente du Dr. Hunt (no 73) ou de l'autre M. Hunt (no 116). | Massachusetts   |
| 90  | Mrs. Blanchard                     | Mrs. Blanchard            |                                     | |                 |
| 91  | Mrs. Wainwright                    | Mrs. Wainwright           |                                     | |                 |
| 92  | Franklin Haven                     | Franklin Haven            | Franklin Haven (d)                  | Homme d'affaires du Massachusetts, ami de Webster. | Massachusetts   |
| 93  | Mrs. Florida White                 | Mrs. Florida White        | Ellen Adair White Beatty (d)        | Épouse de Joseph M. White (en), représentant de la Floride en 1830. | Floride         |
| 94  | I. P. Davis                        | Isaac P. Davis            | Isaac P. Davis (d)                  | Négociant et mécène bostonien. Correspondant de Webster. | Massachusetts   |
| 95  | Charles B. King                    | Charles B. King           | Charles Bird King                   | Portraitiste washingtonien. | Washington (DC) |
| 96  | Mrs. Bradlee                       | Mrs. Josiah Bradlee       |                                     | Joanna Frothingham (1783-1850), épouse de Josiah Bradlee (d), négociant bostonien. Ce dernier, membre du comité chargé de la souscription pour l'achat du tableau, est probablement l'un des personnages non identifiés. | Massachusetts   |
| 97  | Mrs. F. P. Corbin                  | Mrs. Francis P. Corbin    | Agnes Rebecca Hamilton (d)          | Épouse de Francis P. Corbin (no 22). | Virginie        |
| 98  | John A. Lowell                     | John A. Lowell            | John Amory Lowell (en)              | Négociant bostonien. | Massachusetts   |
| 99  | William Appleton                   | William Appleton          | William Appleton (en)               | Homme d'affaires bostonien. | Massachusetts   |
| 100 | Philip Hone                        | Philip Hone               | Philip Hone                         | Ancien maire de New York. | New York        |
| 101 | Mr. Van den Broek                  | Mr. Van den Broeck        |                                     | Peut-être Frederick Van Den Broek, banquier américain d'origine néerlandaise établi à Paris, gendre de J. B. Greene, un négociant bostonien. Présence anachronique : n'avait que 13 ans en 1830. |                 |
| 102 | Mrs. Willington                    | Mrs. Willington           |                                     | |                 |
| 103 | Mrs. Loring                        | Mrs. Loring               |                                     | |                 |
| 104 | Hezekiah (?) Niles                 | Hezekiah Niles            | Hezekiah Niles (en)                 | Directeur du Weekly Register à Baltimore | Maryland        |
| 105 | George Karsh                       | George Marsh              | George Perkins Marsh                | Avocat américain. Ami de Healy. | Vermont         |
| 106 | Dr. (?) George Sumner              | George Sumner             |                                     | |                 |
| 107 | Mrs. McLean                        | Mrs. John McLean          |                                     | Épouse de John McLean (no 33). | Ohio            |
| 108 | Samuel Appleton                    | Samuel Appleton           | Samuel Appleton (en)                | Négociant et philanthrope du Massachusetts, frère de Nathan Appleton (no 65). | Massachusetts   |
| 109 | Mrs. Seaton                        | Mrs. William Seaton       | Sarah Weston Seaton (d)             | Soeur de Joseph Gales (no 28) et épouse de William Seaton (no 50). | Washington (DC) |
| 110 | Mrs. Childs                        | Mrs. Childs               |                                     | |                 |
| 111 |                                    | unindentified             |                                     | Non identifié. |                 |
| 112 | Mr. de Tocqueville                 | Alexis de Tocqueville     | Alexis de Tocqueville               | Penseur français. Présence anachronique : n'est arrivé aux États-Unis qu'en 1831. |                 |
| 113 | Mrs. Crawford                      | Mrs. Crawford             |                                     | Épouse de M. Crawford (no 119). | Pennsylvanie    |
| 114 | John Q. Adams                      | John Q. Adams             | John Quincy Adams                   | Ancien président des États-Unis. N'a pas assisté au débat Hayne-Webster. | Massachusetts   |
| 115 | Thomas Couture                     | Thomas Couture            | Thomas Couture                      | Peintre français, condisciple, ami et mentor de Healy. Présence anachronique : n'avait pas 15 ans en 1830. |                 |
| 116 | Jonathan (?) Hunt (H ?)            | Mr. Hunt                  | William Morris Hunt                 | Fils de Jonathan Hunt (en) (représentant du Vermont en 1830, ami de Webster) et élève de Couture (no 115). Présence anachronique : n'avait que cinq ans en 1830. Peut-être le frère du Dr. Hunt (no 73). |                 |
| 117 | R. L. Kennedy                      | R. L. Kennedy             |                                     | |                 |
| 118 | Col. T. H. Perkins                 | Thomas H. Perkins         | Thomas Handasyd Perkins (en)        | Négociant et philanthrope bostonien. | Massachusetts   |
| 119 | T. H. (?) Crawford (H ?)           | Mr. Crawford              | Thomas Hartley Crawford (en)        | Représentant de la Pennsylvanie en 1830. | Pennsylvanie    |
| 120 | Miss Ida Russell                   | Miss Ida Russell          |                                     | Fille du diplomate Jonathan Russell et de Lydia Smith Russell (d), dont Healy a peint le portrait vers 1845. | Massachusetts   |
| 121 | Miss Kennedy                       | Miss Kennedy              |                                     | Peut-être la fille de R. L. Kennedy (no 117). |                 |
| 122 |                                    | Hiram Powers ?            | Hiram Powers                        | Sculpteur américain, ami de Healy. |                 |
| 123 | Gen. Winfield Scott                | Winfield Scott            | Winfield Scott                      | Général américain. |                 |
| 124 | Mrs. Benton                        | Mrs. Thomas H. Benton     |                                     | Épouse de Thomas H. Benton (no 57). | Missouri        |
| 125 | Mrs. Carns                         | Mrs. Carns                |                                     | |                 |
| 126 | Mr. Powell                         | Henry Powell              | William Henry Powell ?              | Peintre américain. Présence anachronique : n'avait que 6 ans en 1830. |                 |
| 127 | Mr. Fry                            | Mr. Fry                   |                                     | |                 |
| 128 | Mr. Calvert                        | Mr. Calvert               |                                     | |                 |
| 129 | H. W. (?) Longfellow               | William H. Longfellow     | Henry Longfellow                    | Poète américain, ami de Healy et gendre de Nathan Appleton (no 65) depuis 1843. N'a pas assisté au débat. Peint d'après un daguerréotype prêté en décembre 1849 par l'entremise de son beau-frère, Thomas Gold Appleton. | Massachusetts   |
| 130 | S. G. (?) Goodrich                 | Samuel G. Goodrich        | Samuel Griswold Goodrich            | Éditeur du Token à Boston en 1830. | Massachusetts   |

Healy n'a pas hésité à représenter des personnalités qui n'avaient pourtant pas assisté à ce fameux discours.
Certains hommes politiques, absents lors du discours, ont été représentés en tant qu'admirateurs de Webster, quelquefois aux dépens de personnalités ayant réellement assisté à l'événement.
La haute bourgeoisie du Massachusetts, et de Boston en particulier, est surreprésentée car Healy ciblait cette clientèle potentielle et savait depuis 1846 que la toile serait installée à Boston.